# Geron smirnovi
Geron smirnovi är en tvåvingeart som beskrevs av Zaitzev 1978. Geron smirnovi ingår i släktet Geron och familjen svävflugor.
Artens utbredningsområde är Tadzjikistan. Inga underarter finns listade i Catalogue of Life.